# Phonomyia aristata
Phonomyia aristata är en tvåvingeart som först beskrevs av Camillo Rondani 1861.  Phonomyia aristata ingår i släktet Phonomyia och familjen parasitflugor. Inga underarter finns listade i Catalogue of Life.